# Stadttambour
Stadttambour (oder Stadttrommler) ist die Bezeichnung eines historischen Amtes zur öffentlichen Verkündung von Nachrichten. Die Bekanntmachung wurde durch Trommelschläge angekündigt. Stadttamboure gab es unter anderem in Basel, Karlsruhe und Bensheim.

## Basel
In Basel (Schweiz) wurden bis zur Mitte des 19. Jahrhunderts offizielle Bekanntmachungen der Obrigkeiten sowie private Anzeigen durch den Stadttambour ausgetrommelt und verkündet. Aufgrund der zunehmenden Verbreitung von Nachrichtenblättern kam die Institution dann außer Gebrauch. 
Der letzte Basler Stadttambour und Ausrufer war Johann Friedrich Beck, genannt „Schnurebegg“. Durch das Entgegennehmen und Verkünden von Nachrichten und aufgrund seiner ausgiebigen Besuche in Gaststätten und Schankhäusern hatte er Kontakt zu allen Schichten der Bevölkerung. So hat er viele Geschichten erfahren und weitergegeben. Auf ihn beruft sich die Basler Fasnachtsclique Schnurebegge 1926.